# Мацуев, Денис Леонидович
Дени́с Леони́дович Мацу́ев (род. 11 июня 1975, Иркутск, РСФСР, СССР) ― российский пианист-виртуоз и общественный деятель. Народный артист РФ (2011). Лауреат Государственной премии РФ (2009). Народный артист Республики Башкортостан (2024). Народный артист Республики Татарстан (2025).

## Биография

### Юность
Денис Мацуев родился в Иркутске 11 июня 1975 года в музыкальной семье. Отец — Леонид Викторович Мацуев (1946—2025) — композитор и пианист, автор музыки ко многим спектаклям иркутских театров; мать — Ирина Дмитриевна Гомельская — преподаватель игры на фортепиано. Дед, Дмитрий Леонидович Гомельский, работал перкуссионистом в оркестре Иркутского цирка.
Родители старались развить в ещё маленьком Денисе навыки игры на фортепиано, приучить ребёнка к музыке. Начальное музыкальное образование он получил у своей бабушки Веры Альбертовны Раммуль, игравшей на нескольких инструментах. В Иркутске Денис учился в средней школе № 11 имени В. В. Маяковского и школе искусств. В 1991 году Денис вместе с семьёй переехал в Москву и поступил в Центральную музыкальную школу при Московской государственной консерватории. В 1991 году стал лауреатом Международного благотворительного общественного фонда «Новые имена», благодаря чему посетил с концертами более 40 стран. В 1994 году он поступил в Московскую государственную консерваторию. Его учителями были А. А. Наседкин и С. Л. Доренский. С этого времени выступал в программах фонда «Новые имена», которые вёл Святослав Бэлза, опекавший юного музыканта. В 1995 году Мацуев становится солистом Московской государственной филармонии.

### Популярность
Известен Денис Мацуев стал после вручения ему Первой премии XI Международного конкурса П. И. Чайковского в 1998 году.
В начале XXI века Мацуев — один из самых популярных пианистов современности, который совмещает в своих музыкальных произведениях новаторство и традиции русской фортепианной школы. С 1995 года солист Московской филармонии. С 2004 года он представляет свой ежегодный персональный абонемент «Солист Денис Мацуев». В абонементе вместе с пианистом выступают ведущие оркестры России и зарубежья. В концертах абонемента последних сезонов приняли участие Симфонический оркестр Артуро Тосканини и Лорин Маазель, Симфонический оркестр Мариинского театра и Валерий Гергиев, флорентийский Maggio Musicale и Зубин Мета, Российский национальный оркестр под управлением Михаила Плетнёва, Семёна Бычкова, Джанандреа Нозеды, Пааво Ярви, а также Владимир Спиваков как солист и дирижёр Национального филармонического оркестра России.
В мировом рейтинге лучших пианистов современности по итогам 2015 года, составленном порталом ranker.com (куда включены и виртуозы недавнего прошлого), Мацуев занимает 36-е место. Среди нынешних и бывших россиян Мацуев уступает в рейтинге Евгению Кисину (2-е место), Владимиру Ашкенази (8), Григорию Соколову (11), Николаю Луганскому (16), Даниилу Трифонову (21), Михаилу Плетнёву (23), Марине Яхлаковой (24). В аналогичном рейтинге 2019 года Мацуев находится на 30-й позиции, а в рейтинге 2024 года - на 49-й.

### Общественная деятельность

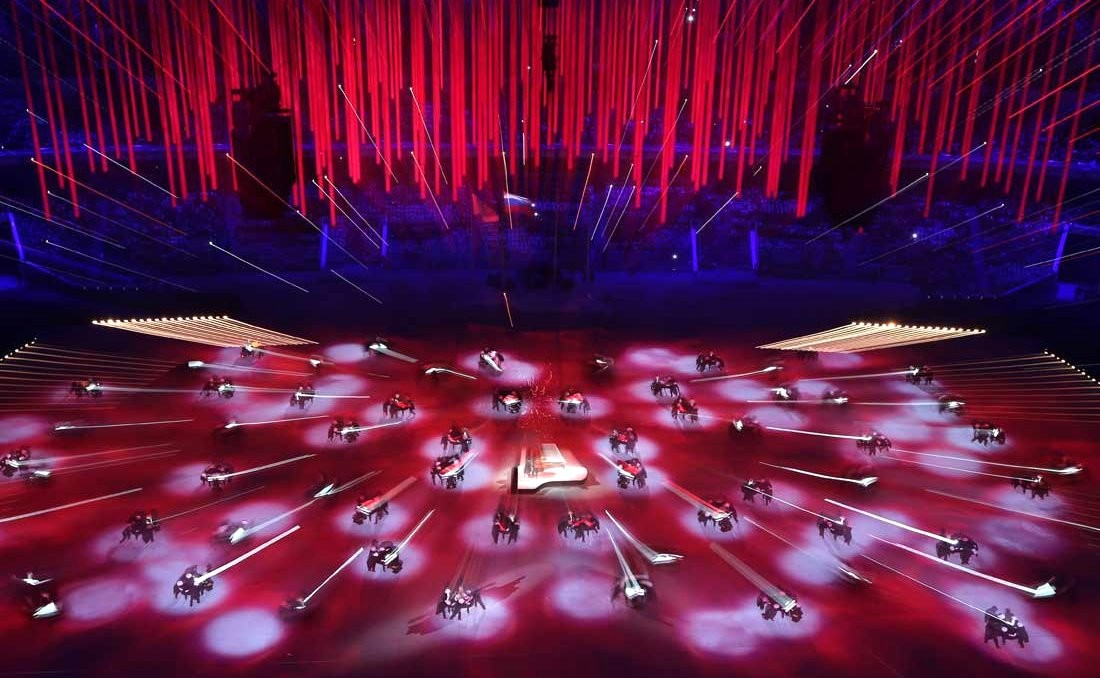
Выступление на церемонии закрытия зимних Олимпийских игр 2014 в Сочи

Мацуев стремится продвинуть филармоническое искусство во всех регионах России и сформировать в молодёжи интерес к музыке. Для достижения данных целей он руководит многими благотворительными программами, стараясь уделить своё внимание всем регионам страны, проводит детские и юношеские музыкальные конкурсы, фестивали, такие как «Звёзды на Байкале» и «Crescendo».
В декабре 2011 года Мацуев стал почётным профессором МГУ. Продолжил сотрудничество с Межрегиональным благотворительным фондом «Новые имена», став президентом этого фонда. Главной задачей Фонда является дальнейшее образование талантливых детей и художественное воспитание молодёжи во всех регионах Российской Федерации.
Мацуев является арт-директором фонда им. Сергея Рахманинова. В этом качестве обратился к президенту России Владимиру Путину с просьбой выкупить и вернуть в собственность государства швейцарское имение Рахманинова «Сенар» для устройства в нём Международного культурного центра.
В феврале 2006 года пианист вошёл в состав Совета по культуре и искусству при президенте России.
14 сентября 2011 года Мацуев открыл в родном Иркутске концертный зал на 60 человек — «Дом музыки Дениса Мацуева».
В 2012 году Мацуев возглавил Общественный совет при Министерстве культуры РФ.
В 2013—2014 годах участвовал в серии благотворительных концертов в пользу пострадавших от наводнения на Дальнем Востоке России в 2013 году.
С 2014 года Денис Мацуев реализует культурную акцию «Рояльное движение», выступая с концертами и представляя купленные новые рояли в различных регионах России. Благодаря этой инициативе инструменты, закупаемые на выделенные государственные средства, в том числе в рамках национальных проектов, поступают в музыкальные учреждения.
В феврале 2014 года выступал на церемонии закрытия XXII зимних Олимпийских игр в Сочи.
В марте 2014 года Мацуев поддержал аннексию Крыма, подписал письмо президенту России Владимиру Путину в поддержку аннексии. Эта позиция Мацуева стала причиной протестов общественности против его гастрольных выступлений в США.
Член Общественного совета при Министерстве культуры Российской Федерации с 2016 года.
В июле 2016 года стал послом чемпионата мира по футболу 2018 года в России.
В ходе президентских выборов 2018 года был членом инициативной группы, выдвинувшей кандидатуру президента РФ Владимира Путина.
В 2018 году был доверенным лицом кандидата в мэры Москвы Сергея Собянина.
21 марта 2020 года на телевидении был показан видеоролик, в котором Мацуев агитирует за поправки к Конституции России.
25 февраля 2022 года Мацуев должен был выступать с Венским филармоническим оркестром под руководством Валерия Гергиева в Карнеги-холле в Нью-Йорке. Однако, накануне концерта было объявлено о прекращении сотрудничества с обоими музыкантами в связи с поддержкой ими политики Владимира Путина. 13 мая 2022 года Латвия запретила Мацуеву въезд в страну за поддержку вторжения на Украину.

## Творчество

### Сотрудничество с дирижёрами
За время своей музыкальной деятельности Денис Мацуев успел установить тесные творческие связи с такими дирижёрами, как Юрий Темирканов, Владимир Федосеев, Валерий Гергиев, Андрей Аниханов, Юрий Башмет, Михаил Плетнёв, Юрий Симонов, Владимир Спиваков, Марис Янсонс, Лорин Маазель, Зубин Мета, Леонард Слаткин, Иван Фишер,Колесников Илья Михайлович, Семён Бычков, Дмитрий Васильев, Джанандреа Нозеда, Пааво Ярви, Чон Мён Хун, Курт Мазур, Юкка-Пекка Сарасте и многими другими.

### Оркестры
Мацуев выступал с оркестрами США (Нью-Йоркский филармонический, симфонические оркестры Чикаго, Питтсбурга, Цинциннати), Германии (оркестры Берлинской филармонии, Баварского радио, Лейпцигский «Gewandhaus», Западногерманского радио), Франции (Национальный оркестр, Оркестр де Пари, Филармонический оркестр Французского радио, Оркестр Капитолия Тулузы), Великобритании (оркестр ВВС, Лондонский симфонический, Лондонский филармонический оркестры, Королевский Шотландский Национальный оркестр и оркестр «Филармония»), а также оркестр театра La Scala, Венский Симфонический, Роттердамский филармонический, Будапештский фестивальный и фестивальный оркестр Вербье, Maggio Musicale и Европейский камерный оркестры.

### Фестивали
Мацуев активно руководит проектами и проводит фестивали. Один из таких фестивалей — «Звёзды на Байкале», который проводится при финансовой поддержке государства с 2004 года, вёл его традиционно друг пианиста Святослав Бэлза. Также Мацуев выступает в роли художественного руководителя фестиваля «Crescendo», проводимого с 2005 года. В 2010 году Мацуев по приглашению французских коллег принял участие в организации фестиваля искусств города Анси. Главной задачей этого фестиваля стало сближение российской и французской музыкальных культур.
В 2012 году Денис стал художественным директором Первого Международного фестиваля и конкурса молодых пианистов Astana Piano Passion.
В 2013 году Мацуев возглавил конкурс-фестиваль Сбербанк DEBUT в Киеве.
Мацуев работает с Межрегиональным благотворительным фондом «Новые имена», воспитанником, а в настоящее время президентом которого он является. Фонд за свою более чем 20-летнюю историю воспитал несколько поколений артистов и под руководством Мацуева и основателя фонда Иветты Вороновой продолжает расширять просветительскую деятельность в области поддержки талантливых детей. 

## Участник и гость телепередач
- 2009 год — «Прожекторперисхилтон» (ТК «Первый канал»)
- 2009, 2018 год — «Смак» (ТК «Первый канал»)
- 2010 год — «Познер» (ТК «Первый канал»)
- 2011 год — «Без галстука»
- 2011 год — «Встреча со зрителями»
- 2011 год — «Личное время» (ТК «Культура»)
- 2012 год — «Мастер. Класс!»
- 2012—2020 годы — «Вечерний Ургант» (ТК «Первый канал»)
- 2013 год — «Пока все дома» (ТК «Первый канал»)
- 2013 год — «Временно доступен» (ТК «ТВЦ»)
- 2016 год — «Тоже люди» (ТК «НТВ»)
- 2016, 2017, 2019, 2022 годы — «Что? Где? Когда?» (ТК «Первый канал»)
- 2017 год — «Линия жизни» (ТК «Культура»)
- 2018 год — «Судьба человека с Борисом Корчевниковым» (ТК «Россия-1»)
- 2019 год — «Лично Знаком»
- 2019 год — «Как вы это делаете?»

## Увлечения
Любит джаз, играть в футбол, теннис, боулинг. Является болельщиком московского «Спартака».

## Семья
- Супруга — Екатерина Шипулина (род. 1979), прима-балерина Большого театра, народная артистка России[36][37].

- Дочь — Анна (род. 31 октября 2016).

Двоюродная сестра матери (Ирины Дмитриевны) — Элеонора Дмитриевна Юровская, жена дирижёра Михаила Юровского. Их сыновья (троюродные братья Дениса Мацуева) — дирижёры Владимир Юровский и Дмитрий Юровский. Их дочь (троюродная сестра Дениса Мацуева) — пианистка Мария Дрибински (урождённая Юровская).

## Дискография
- Tribute to Horowitz, 2004[40]
- Stravinsky — Firebird Suite, Shchedrin — Piano Concerto No.5, 2005
- Stravinsky & Tchaikovsky. I. Stravinsky — Three Movements From Petrouchka, P.I.Tchaikovsky — The Seasons, 2005
- Tchaikovsky, Shostakovich — piano concertos, 2006
- Unknown Rachmaninoff, 2007
- The Carnegie Hall Concert, 2008
- Коллекция, 2010
- D. Shostakovich: Piano Concertos Nos 1 & 2, R. Shchedrin: Piano Concerto No 5. Mariinsky Orchestra, dir. Valerij Gergiev, 2010[41]
- S. Rachmaninov: Piano Concerto No 3 & Rhapsody on a Theme of Paganini. Mariinsky Orchestra, dir. Valerij Gergiev, 2011[42]
- Denis Matsuev: Liszt Concertos 1 & 2, Totentanz. Russian National Orchestra, dir. Mikhail Pletnev, 2011
- S. Rachmaninov. Piano Concerto, G. Gershwin. Rhapsody in Blue. New York Philharmonic Orchestra, dir. Alan Gilbert, 2013
- Szymanowski: Symphonies Nos.3 & 4, Stabat Mater. London Symphony Orchestra, Valery Gergiev (Conductor), Denis Matsuev (Artist), London Symphony Chorus (Orchestra) Format: Audio CD, 2013 LSO Live Production
- Tchaikovsky: Piano Concertos Nos.1 & 2 Denis Matsuev (Artist, Performer), Mariinsky Orchestra, Valery Gergiev (Conductor), Pyotr Ilyich Tchaikovsky (Composer), Format: Audio CD, 2014 Mariinsky Label
- Prokofiev: Piano Concerto No.3, Symphony No.5 Denis Matsuev (Performer), Mariinsky Orchestra, Valery Gergiev (Conductor), Sergei Prokofiev (Composer), Format: Audio CD, 2014 Mariinsky Label

## Награды и звания

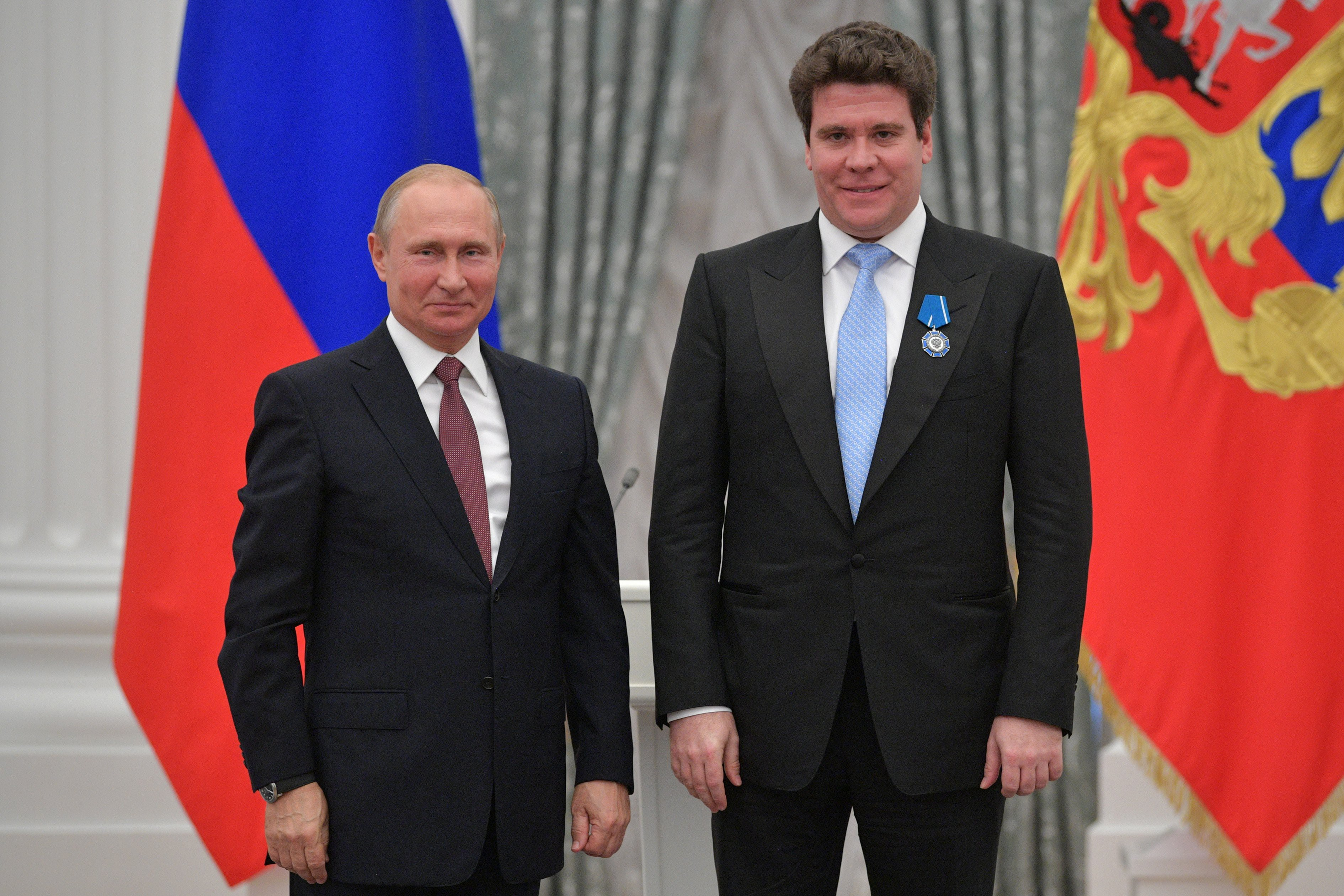
Денис Мацуев на церемонии вручения ордена Почёта. 27 июня 2018

- Победитель XI Международного конкурса им. П. И. Чайковского (1998)[43]
- Знак отличия «За заслуги перед Иркутской областью» (2005)[44]
- Заслуженный артист Российской Федерации (27 марта 2006) — за заслуги в области искусства[45]
- Лауреат Государственной премии Российской Федерации в области литературы и искусства 2009 года — за вклад в развитие и пропаганду отечественного музыкального искусства[46]
- Народный артист республики Северная Осетия-Алания (2009)[47]
- Лауреат премии имени Дмитрия Шостаковича Международного Благотворительного фонда Юрия Башмета (2009)[48]
- Орден «Ключ дружбы» (2011, Кемеровская область)[49]
- Почётный профессор МГУ (2011)[50]
- Народный артист Российской Федерации (4 мая 2011) — за большие заслуги в области музыкального искусства[2]
- Почётный житель аула Уляп (2012)[51]
- Посол доброй воли ЮНЕСКО с апреля 2014 года
- Российская национальная музыкальная премия «Виктория» (2015—2016, 2018—2021) — за исключительное исполнительское мастерство; специальный приз «За исключительное исполнительское мастерство»; «Инструменталист года в классической музыке»
- Орден Почёта (26 декабря 2016) — за заслуги в развитии отечественной культуры и искусства, многолетнюю плодотворную деятельность[52]
- Премия Правительства Российской Федерации (2017) в области культуры 2016 года — за Международный музыкальный фестиваль «Звёзды на Байкале»[53]
- Почётный гражданин Иркутской области (2017) — за деятельность, способствующую всестороннему развитию региона и повышению его авторитета в Российской Федерации и за рубежом[54]
- Знак отличия «За заслуги перед Челябинской областью» (10 июня 2020) — за большой вклад в развитие музыкального искусства и культуры Челябинской области
- Почётный гражданин Иркутска[55]
- Член попечительского совета благотворительного фонда «Память поколений»[источник не указан 3526 дней]
- Народный артист Республики Башкортостан (30 мая 2024) — за высокое профессиональное мастерство и многолетний добросовестный труд [56]
- Премия «Звёзды Содружества» в номинации «За выдающийся вклад в культуру и искусство» (16 апреля 2025)[57]
- Орден «За заслуги перед Отечеством» IV степени (23 апреля 2025) — за вклад в развитие отечественной культуры и искусства, многолетнюю плодотворную творческую деятельность
- [58]
- Народный артист Республики Татарстан (11 июня 2025) — за многолетнюю плодотворную творческую деятельность и большой вклад в развитие музыкального искусства[59]
- Благодарность Правительства Российской Федерации (25 июня 2025) — за большой вклад в подготовку и проведение мероприятий, посвящённых празднованию 1000-летия основания г. Суздаля Владимирской области[60].